# Panward Hemmanee

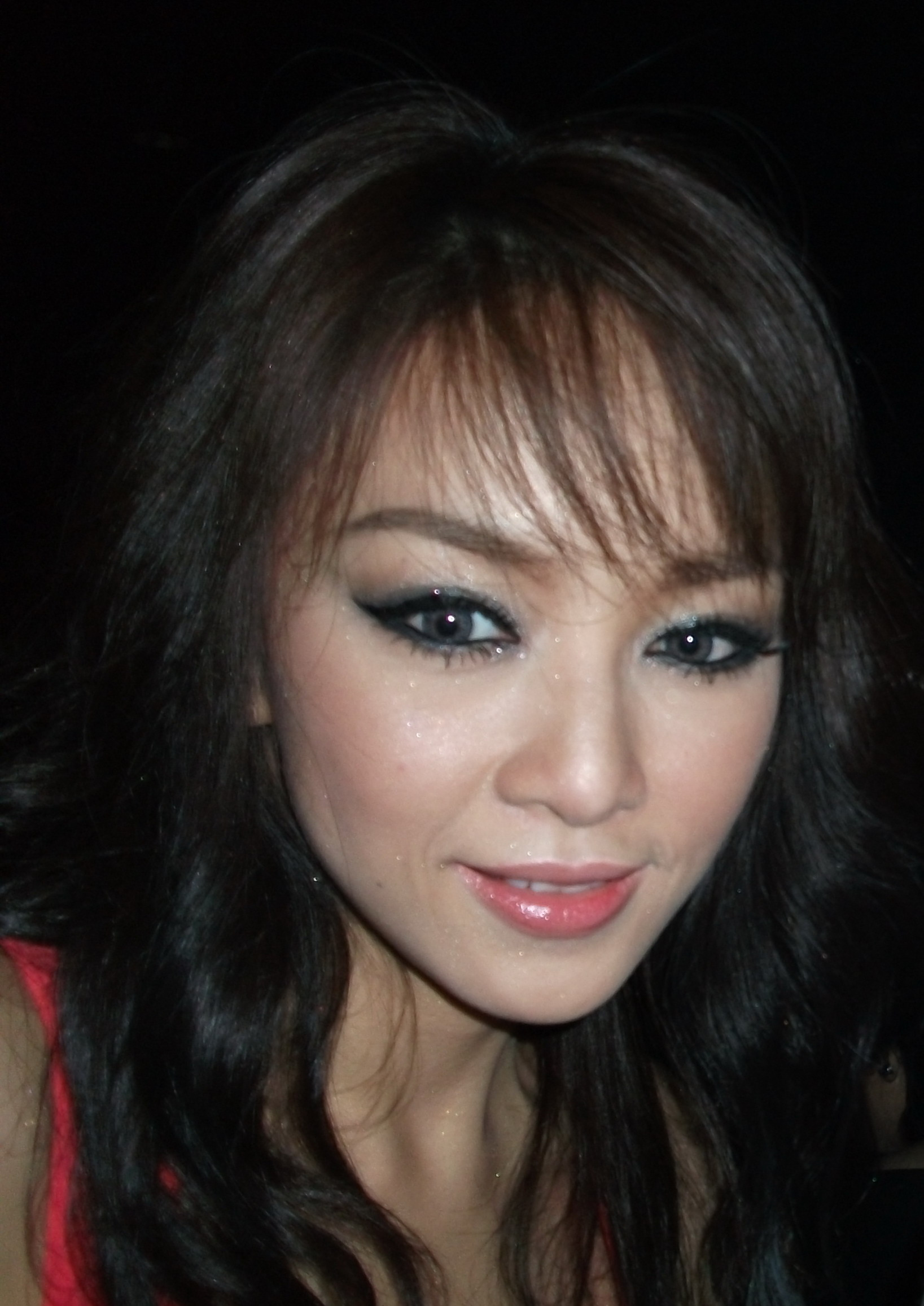
Panward Hemmanee

Panward Hemmanee (11 november 1983) is een Thais actrice en model. In Thailand wordt zij doorgaans kortweg Pei genoemd. Ze verscheen op de voorbladen van tijdschriften als Maxim en FHM. In 2007 maakte ze haar filmdebuut in de Thaise horrorkomedie Hor taew tak (Engelse naam: Haunting Me). Hemmanee is ook te zien in onder meer een Thaise muziekvideo getiteld Shall We Dance en in een televisiereclame voor bodylotion.

## Filmografie
- Mahalai Sayongkwan (of Haunted Universities, 2009) - als Muay
- Bangkok Dangerous (2008) - als Aom
- Hor taew tak (of Haunting Me, 2007) - als Num Ning